# Galeria Sławy włoskiej koszykówki
Galeria Sławy włoskiej koszykówki (wł. Italia Basket Hall of Fame) – galeria sławy osób, które wywarły znaczący wpływ na włoską koszykówkę, utworzona przez Włoski Związek Koszykówki (FIP) w 2006 roku, z siedzibą w Bolonii. W komitecie założycielskim byli: Aldo Albanesi, Valerio Bianchini, Mabel Bocchi, Antonio Cappellari, Massimo Carboni, Cino Marchese, Dan Peterson i Santo Versace.

## Opis
Ceremonia nominacji odbywa się co roku na ogół w pierwszych miesiącach roku kalendarzowego, a nagrody odnoszą się do poprzedniego roku kalendarzowego. Pierwsza ceremonia wręczenia nominacji odbyła się 1 stycznia 2007 roku w Bolonii podczas oficjalnej ceremonii organizowanej przez Obszar Komunikacji Wydarzeń Marketingowych FIP.
Nominacje przyznawane są w sześciu kategoriach: koszykarze, koszykarki, trenerzy, sędziowie, zasłużeni i ku pamięci. Wszyscy nominowani do Basketball Hall of Fame i FIBA Hall of Fame, są nominowani.
W każdej edycji można przyznać łącznie nie więcej niż siedem nominacji, z wyjątkiem tych już wybranych do Basketball Hall of Fame i FIBA Hall of Fame.
- Koszykarze/Koszykarki – w tej kategorii mogą być nominowani ci zawodnicy, którzy od co najmniej 5 lat nie grają zawodowo oraz spełniają przynajmniej jedno z kryteriów: 5 lat nie grają zawodowo, 100 meczów w męskiej reprezentacji Włoch, 50 meczów w żeńskiej reprezentacji Włoch, Puchar Europy ze swoim klubem, medal mistrzostw świata, mistrzostw Europy lub igrzysk olimpijskich.
- Trenerzy – w tej kategorii rocznie może być nominowany jeden trener (również ten aktywny), którzy wyróżnili się we Włoszech i za granicą oraz zdobył medal mistrzostw świata, mistrzostw Europy lub igrzysk olimpijskich z reprezentacją Włoch.
- Sędziowie – w tej kategorii rocznie może być nominowany jeden sędzia, który wyróżniał się na arenie krajowej i międzynarodowej, sędziował co najmniej 10 sezonów w Serie A, posiadać kwalifikacje międzynarodowe i przynajmniej raz sędziował na mistrzostwach świata, mistrzostwach Europy lub igrzyskach olimpijskich.
- Zasłużony (Życie dla koszykówki) – w tej kategorii rocznie może być nominowany jedna osoba, która „szczególnie wyróżniła się w rozpowszechnianiu i ulepszaniu włoskiej koszykówki” zarówno we Włoszech, jak i za granicą. Musiała prowadzić oficjalną działalność we włoskiej koszykówce od co najmniej 20 lat.
- Nagroda Pamięci – w tej kategorii rocznie mogą być nominowane dwie nieżyjące osoby, które „szczególnie wyróżniły się w rozpowszechnianiu i ulepszaniu włoskiej koszykówki” zarówno we Włoszech, jak i za granicą. Musiały prowadzić oficjalną działalność we włoskiej koszykówce od co najmniej 20 lat.

## Członkowie
| Legenda | Legenda                                             |
| ------- | --------------------------------------------------- |
|         | Członek Basketball Hall of Fame                     |
|         | Członek FIBA Hall of Fame                           |
|         | Członek Basketball Hall of Fame i FIBA Hall of Fame |

### Koszykarz
| Rok  | Nominowany           | Źr.                  |
| ---- | -------------------- | -------------------- |
| 2006 | Gianfranco Lombardi  | [ 3 ]                |
| 2006 | Dino Meneghin        | [ 4 ] [ 5 ] [ 6 ]    |
| 2006 | Sandro Riminucci     | [ 7 ]                |
| 2006 | Paolo Vittori        | [ 8 ] [ 9 ] [ 10 ]   |
| 2007 | Pierluigi Marzorati  | [ 11 ]               |
| 2007 | Gianfranco Pieri     | [ 12 ]               |
| 2008 | Ottorino Flaborea    | [ 13 ]               |
| 2008 | Aldo Ossola          | [ 14 ] [ 13 ]        |
| 2009 | Giuseppe Brumatti    | [ 15 ] [ 16 ]        |
| 2009 | Giovanni Gavagnin    | [ 15 ] [ 16 ]        |
| 2009 | Giulio Iellini       | [ 15 ] [ 16 ]        |
| 2010 | Massimo Masini       | [ 17 ]               |
| 2011 | Gabriele Vianello    | [ 18 ]               |
| 2011 | Sauro Bufalini       | [ 18 ]               |
| 2012 | Renzo Bariviera      | [ 19 ]               |
| 2012 | Franco Bertini       | [ 19 ]               |
| 2013 | Carlo Caglieris      | [ 20 ]               |
| 2013 | Renato Villalta      | [ 20 ]               |
| 2014 | Fabrizio Della Fiori | [ 21 ] [ 22 ] [ 23 ] |
| 2014 | Marino Zanatta       | [ 21 ] [ 22 ] [ 23 ] |
| 2015 | Ivan Bisson          | [ 24 ] [ 25 ]        |
| 2016 | Massimo Cosmelli     | [ 26 ] [ 27 ]        |
| 2016 | Enrico Gilardi       | [ 26 ]               |
| 2016 | Romeo Sacchetti      | [ 26 ]               |
| 2017 | Oscar Schmidt        | [ 28 ]               |

### Koszykarka
| Rok  | Nominowana       | Źr.                         |
| ---- | ---------------- | --------------------------- |
| 2007 | Mabel Bocchi     | [ 29 ]                      |
| 2008 | Nidia Pausich    | [ 14 ] [ 13 ]               |
| 2009 | Nicoletta Persi  | [ 15 ] [ 16 ]               |
| 2010 | Lidia Gorlin     | [ 17 ]                      |
| 2011 | Rosetta Bozzolo  | [ 18 ]                      |
| 2012 | Wanda Sandon     | [ 19 ]                      |
| 2013 | Catarina Pollini | [ 20 ] [ 30 ]               |
| 2014 | Mara Fullin      | [ 21 ] [ 23 ] [ 31 ] [ 32 ] |
| 2015 | Bianca Rossi     | [ 24 ] [ 25 ]               |

### Trenerzy
| Rok  | Nominowany        | Źr.           |
| ---- | ----------------- | ------------- |
| 2006 | Sandro Gamba      | [ 33 ]        |
| 2006 | Cesare Rubini     | [ 34 ]        |
| 2007 | Carlo Recalcati   | [ 22 ]        |
| 2008 | Ettore Messina    | [ 14 ] [ 35 ] |
| 2009 | Arnaldo Taurisano | [ 15 ] [ 16 ] |
| 2010 | Tonino Zorzi      | [ 17 ]        |
| 2011 | Dido Guerrieri    | [ 18 ]        |
| 2012 | Dan Peterson      | [ 19 ]        |
| 2013 | Valerio Bianchini | [ 20 ]        |
| 2014 | Gianni Asti       | [ 36 ]        |
| 2015 | Alberto Bucci     | [ 25 ]        |
| 2015 | Bogdan Tanjević   | [ 24 ] [ 25 ] |

### Sędziowie
| Rok  | Nominowany             | Źr.           |
| ---- | ---------------------- | ------------- |
| 2007 | Aldo Albanesi          | [ 37 ]        |
| 2008 | Giancarlo Vitolo       | [ 14 ] [ 13 ] |
| 2009 | Vittorio Paolo Fiorito | [ 15 ] [ 16 ] |
| 2010 | Ninì Ardito            | [ 17 ]        |
| 2011 | Bruno Duranti          | [ 18 ]        |
| 2012 | Stefano Cazzaro        | [ 19 ]        |

### Zasłużony (Życie dla koszykówki)
| Rok  | Nominowany          | Źr.                  |
| ---- | ------------------- | -------------------- |
| 2007 | Claudio Coccia      | [ 38 ] [ 39 ]        |
| 2007 | Gianluigi Porelli   | [ 40 ]               |
| 2008 | Aldo Vitale         | [ 14 ] [ 41 ]        |
| 2009 | Gianni Corsolini    | [ 15 ] [ 16 ]        |
| 2010 | Amedeo Salerno      | [ 17 ]               |
| 2011 | Valter Scavolini    | [ 18 ]               |
| 2012 | Gilberto Benetton   | [ 19 ] [ 42 ] [ 43 ] |
| 2013 | Alessandro Galleani | [ 20 ]               |
| 2014 | Antonio Bulgheroni  | [ 21 ] [ 22 ] [ 23 ] |
| 2014 | Raffaele Morbelli   | [ 21 ] [ 44 ]        |
| 2015 | Achille Canna       | [ 24 ] [ 25 ]        |

### Nagroda Pamięci
| Rok  | Nominowany           | Źr.                  |
| ---- | -------------------- | -------------------- |
| 2007 | Aldo Giordani        | [ 45 ]               |
| 2007 | Enrico Vinci         | [ 46 ]               |
| 2008 | Nello Paratore       | [ 13 ]               |
| 2008 | Giancarlo Primo      | [ 13 ]               |
| 2009 | Adolfo Bogoncelli    | [ 15 ] [ 16 ]        |
| 2009 | Vittorio Tracuzzi    | [ 15 ] [ 16 ]        |
| 2010 | Maurizio Martolini   | [ 17 ]               |
| 2010 | Sergio Stefanini     | [ 17 ]               |
| 2011 | Aldo Allievi         | [ 18 ]               |
| 2011 | Giovanni Maggiò      | [ 18 ]               |
| 2011 | Emilio Tricerri      | [ 18 ] [ 47 ] [ 48 ] |
| 2012 | Gianfranco Benvenuti | [ 49 ] [ 50 ]        |
| 2013 | Gino Burcovich       | [ 20 ]               |
| 2014 | Diego Pini           | [ 21 ] [ 51 ] [ 23 ] |
| 2022 | Franco Lauro         | [ 52 ]               |

### Drużyna
| Rok  | Drużyna                                          | Źr.           |
| ---- | ------------------------------------------------ | ------------- |
| 2011 | Reprezentacja Włoch na turnieju olimpijskim 1980 | [ 53 ]        |
| 2013 | Reprezentacja Włoch na mistrzostwach Europy 1983 | [ 20 ] [ 54 ] |
| 2015 | Grande Ignis 1970–979                            | [ 24 ]        |
| 2016 | Olimpia Mediolan                                 | [ 55 ]        |

## Galeria

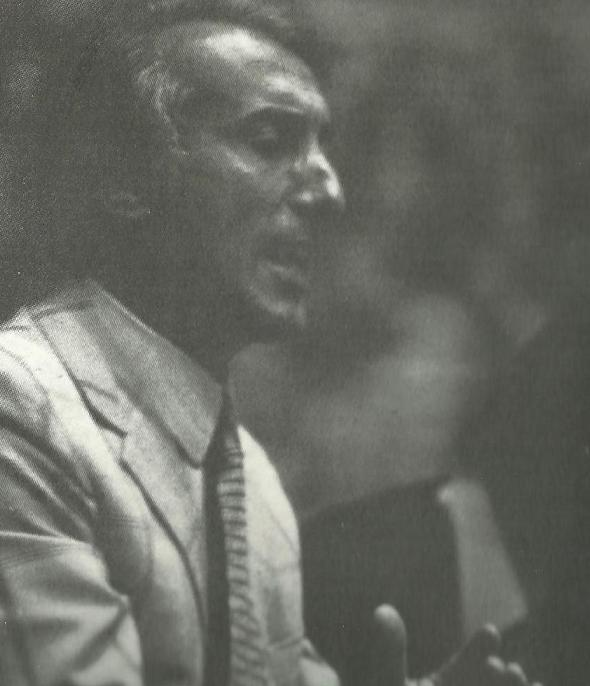
Sandro Gamba
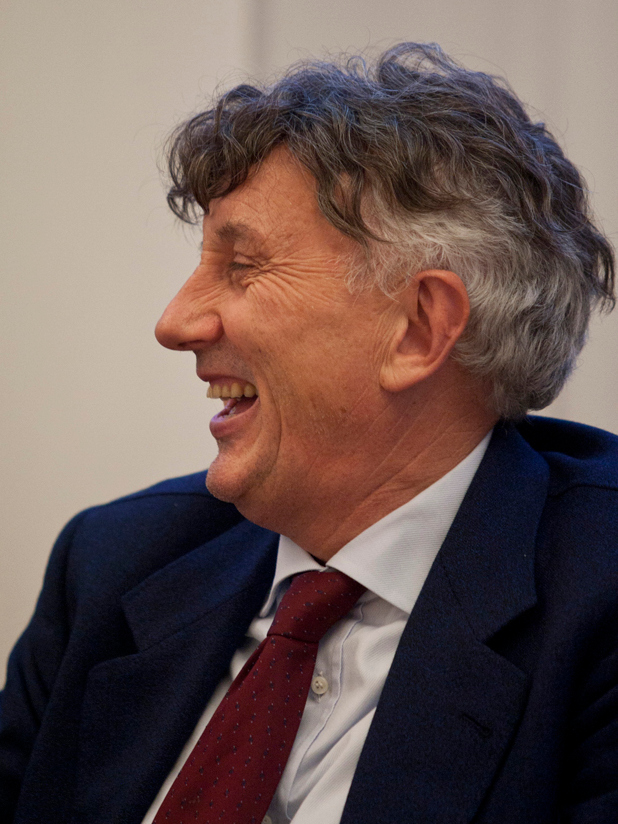
Pierluigi Marzorati
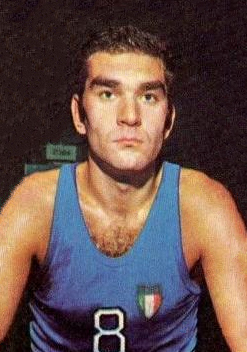
Massimo Masini
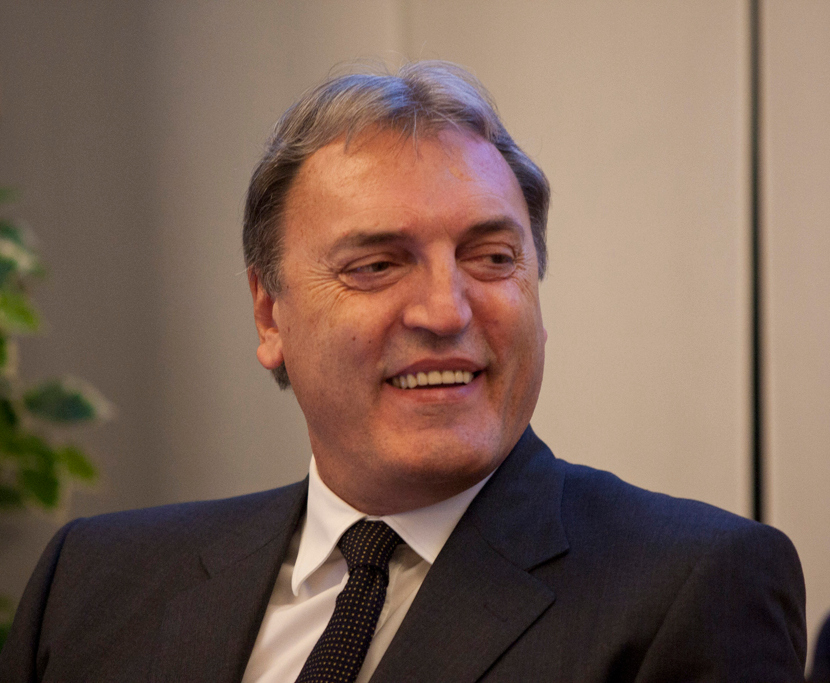
Dino Meneghin
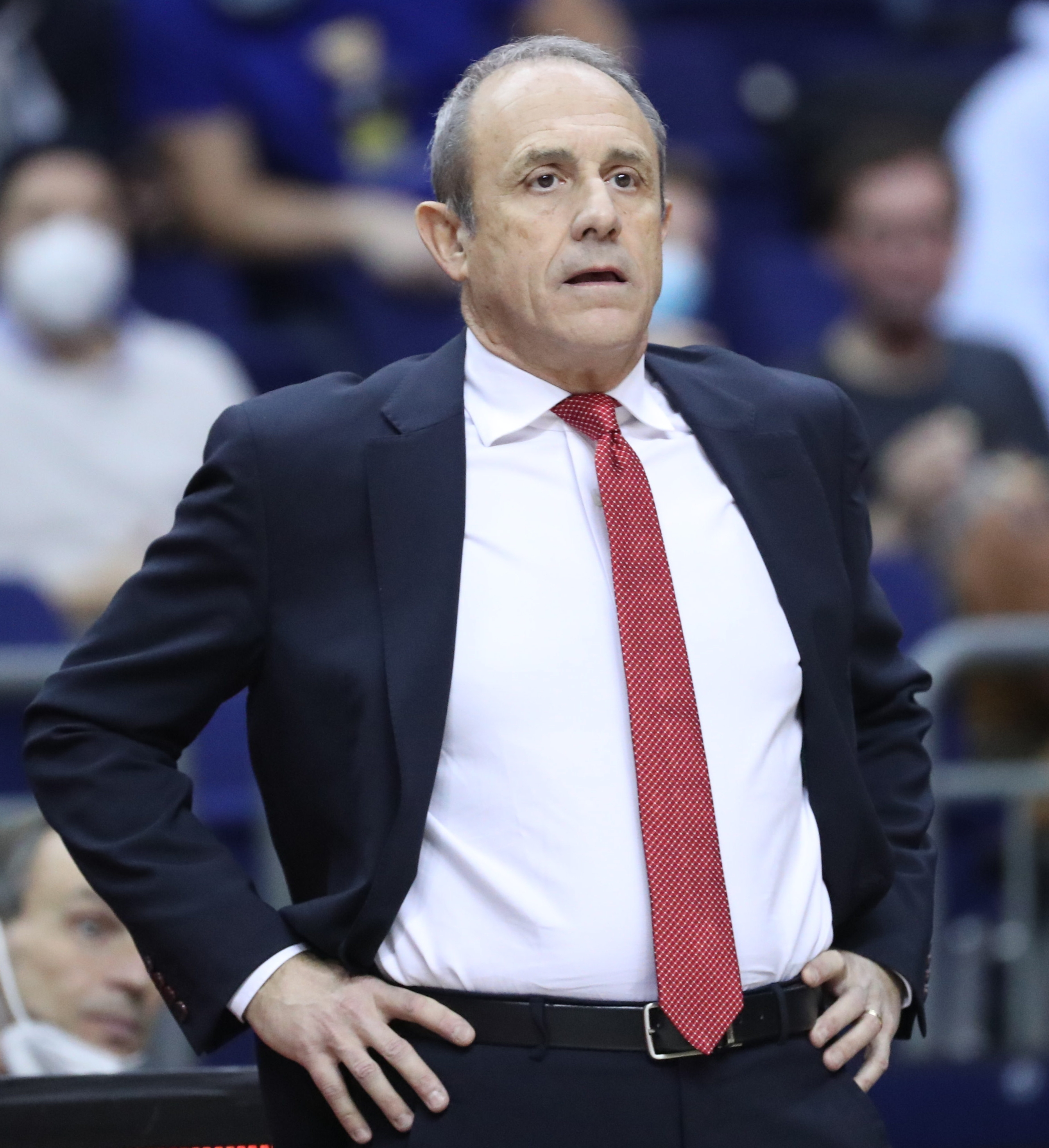
Ettore Messina
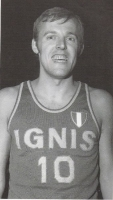
Aldo Ossola
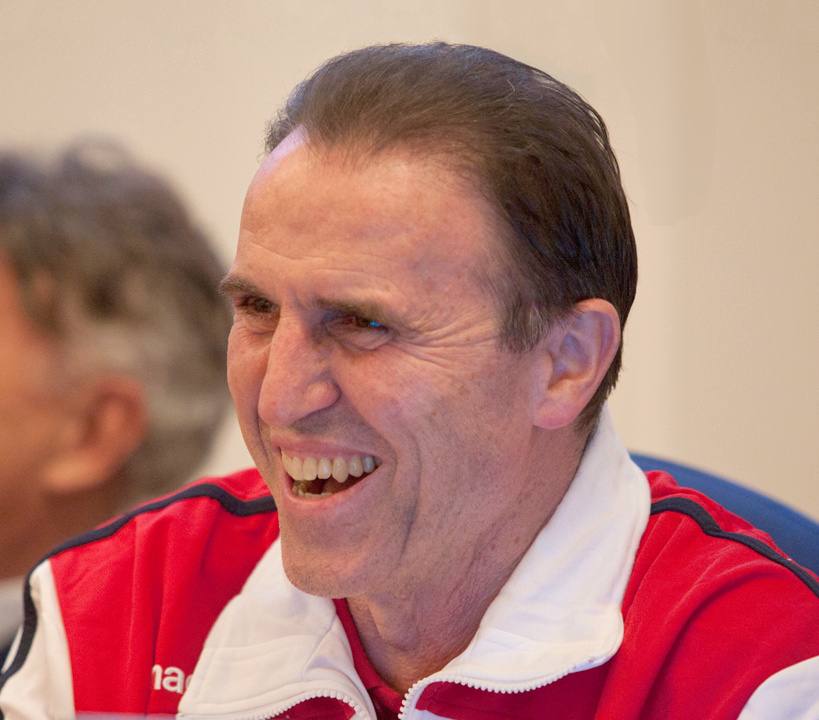
Carlo Recalcati
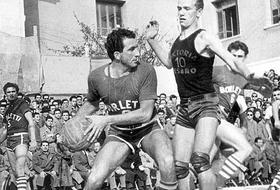
Cesare Rubini
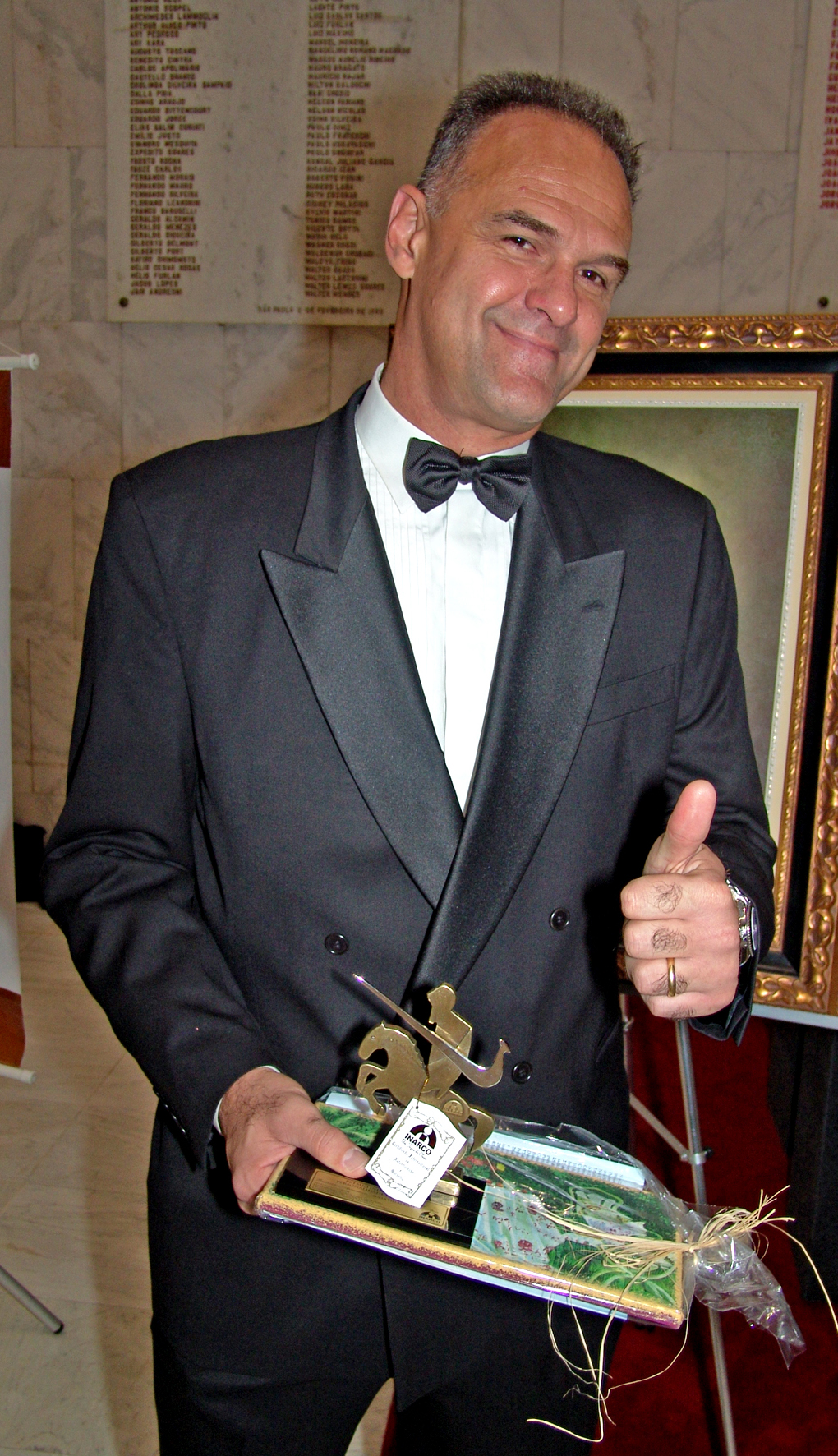
Oscar Schmidt
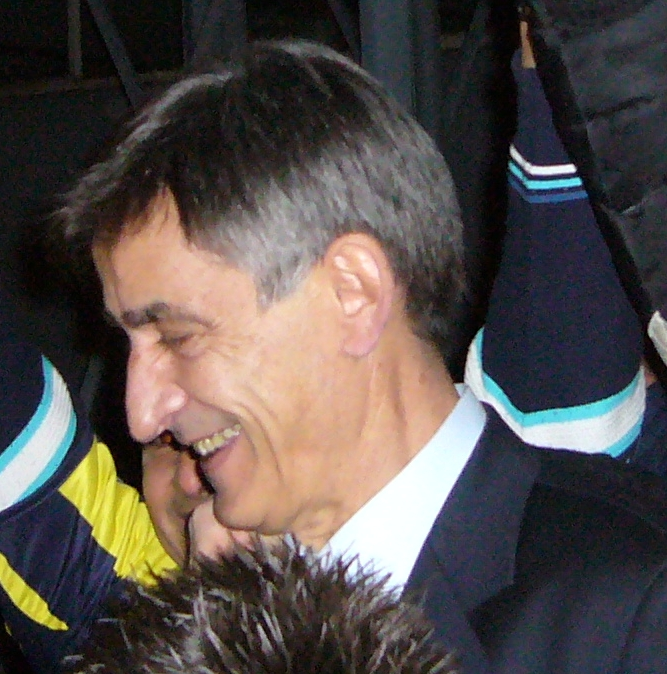
Bogdan Tanjević